# جمهورية القرم الشعبية
جمهورية القرم الشعبية (بالتترية القرمية: Qırım Halq Cumhuriyeti) (بالروسية: Крымская народная республика) هي دولة تواجدت من ديسمبر 1917 حتى يناير 1918 في شبه جزيرة القرم، وهي منطقة متنازع عليها حاليًا بين الاتحاد الروسي و‌أوكرانيا. كانت جمهورية القرم الشعبية هي إحدى المحاولات قصيرة الأمد لإنشاء دولة جديدة بعد انهيار الإمبراطورية الروسية على يد الثوار البلاشفة.